# San Foca (Melendugno)
San Foca is een plaats (frazione) in de Italiaanse gemeente Melendugno, aan de Adriatische Zee. Het is een toeristische plaats met een kleine kunstmatige haven.

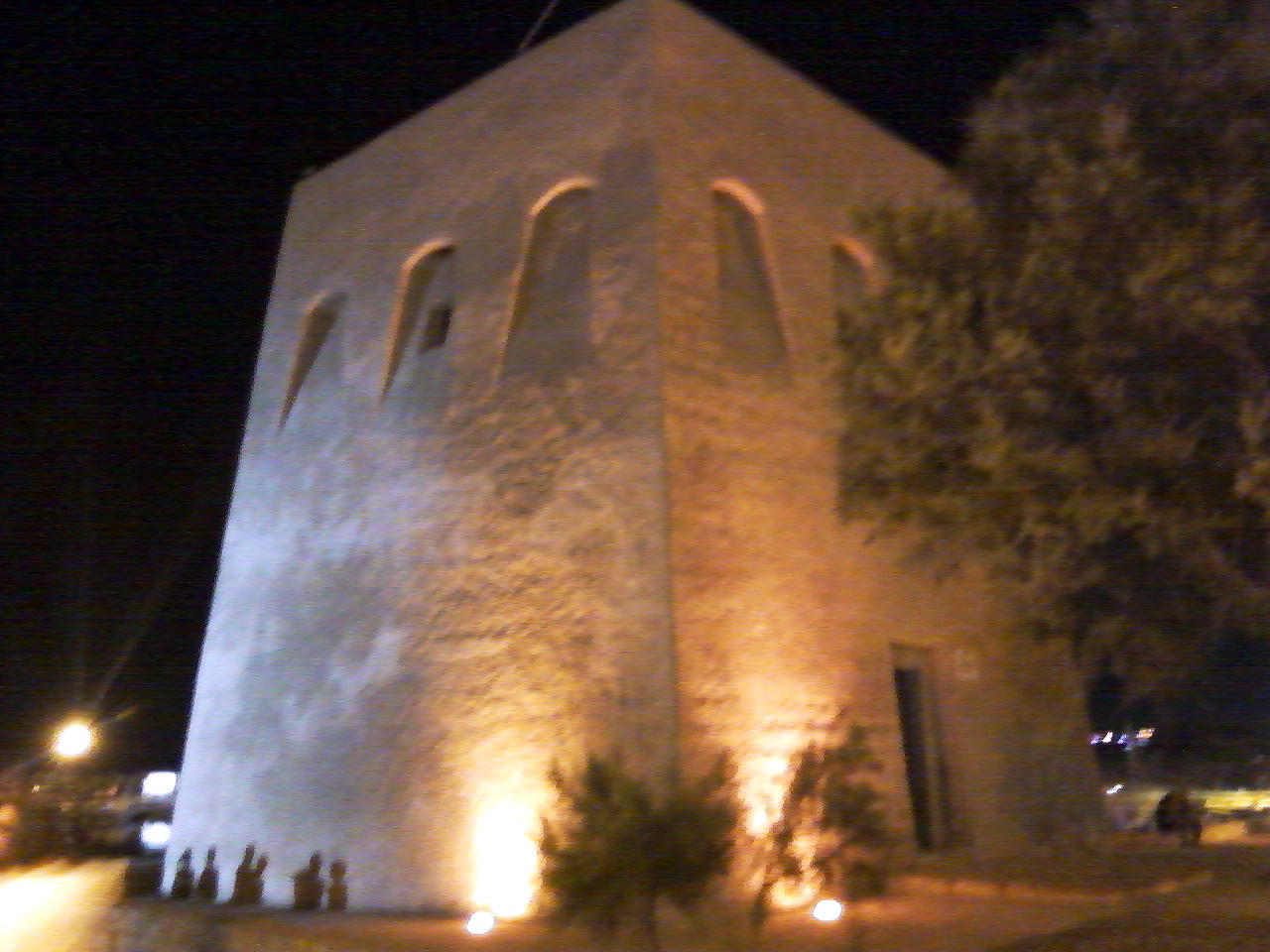
Toren van San Foca bij nacht